# Frédéric de Falloux du Coudray
Frédéric de Falloux du Coudray (Bourg d'Iré, 15 agosto 1815 – Tivoli, 22 giugno 1884) è stato un cardinale francese.

## Biografia
Studiò prima ad Angers, poi a Parigi ed infine a Roma. Nel 1837 fu ordinato sacerdote. Fu relatore della Congregazione del Buon Governo dal 1839 al 1847. Fu ciambellano privato di Sua Santità che nel 1849 accompagnò a Gaeta a seguito della proclamazione Repubblica romana. Dal 1848 al 1851 suo fratello Alfred fu ministro della pubblica istruzione e dei culti in Francia, il che facilitò la nomina di numerosi vescovi di tendenza ultramontana. Dal 1851 al 1877 fu segretario della Sacra Congregazione della disciplina dei Regolari e dal 1852 al 1854 prelato aggiunto della Sacra Congregazione del Concilio. Dal 1861 al 1877 fu uditore della Sacra Rota e reggente della Cancelleria Apostolica.
Papa Pio IX, nel concistoro del 12 marzo 1877, lo elevò al rango di cardinale diacono di Sant'Agata dei Goti.
Partecipò al conclave del 1878 che elesse papa Leone XIII.
Il 12 maggio 1879 optò per la diaconia di Sant'Angelo in Pescheria.
Morì all'età di 68 anni e fu sepolto nel cimitero di Tivoli.